# The Banner Saga 2
The Banner Saga 2 è un videogioco di ruolo tattico sviluppato da Stoic e pubblicato da Versus Evil. È il sequel di The Banner Saga e il secondo di una trilogia che comprende anche il successivo The Banner Saga 3. È stato pubblicato per Microsoft Windows il 19 aprile 2016, con le versioni per Xbox One, PlayStation 4, iOS, Android e Nintendo Switch uscite successivamente.

## Modalità di gioco
The Banner Saga 2 riprende il combattimento a turni di The Banner Saga, aggiungendo profondità con l'introduzione di nuove unità, nuovi talenti, nuovi nemici, oggetti interattivi e nuovi obiettivi. Introduce anche The Horseborn, una razza simile a un centauro. Diversi eroi del gioco precedente ritornano come personaggi giocabili, e molte delle scelte fatte nel primo gioco hanno un impatto diretto in questo sequel.
In un'intervista del 2015 con Rock, Paper, Shotgun, l'autore di Stoic Drew McGee ha affermato che il combattimento nel primo gioco è stato spesso criticato come lento e privo di diversità. Il team di sviluppo ha quindi attribuito la priorità alla creazione di nuovi nemici e tipi di nemici da affrontare, offrendo loro nuove abilità e potenziamenti, aggiungendo anche più scenari di vittoria e variazioni nel combattimento. La gamma e la portata delle scelte disponibili per i giocatori - sia in combattimento che nella narrativa generale - sono state ampliate. 